# Carlotta Regine
Carlotta Regine (Torino, 5 gennaio 2004) è una hockeista su ghiaccio italiana, portiere dell'HK Budapest e della nazionale italiana.

## Carriera

### Club
Nata a Torino, ma cresciuta a Giaveno, ha esordito giovanissima nel massimo campionato italiano con la maglia dei Torino Bulls, nel corso della stagione 2018-2019.
Dopo la sospensione delle attività della squadra piemontese, per trovare un campionato più competitivo nel 2019-2020 si è trasferita in Finlandia, dove si è divisa tra la squadra del TPS nella massima serie e dell'UJK in seconda.
Ha giocato il 2020-2021 nella Under-16 maschile della squadra ungherese del Vasas Budapest.
Nelle due stagioni successive ha giocato con il FTC Budapest, squadra ungherese che milita nella DEBL, il massimo campionato austriaco.
È passata poi al più quotato HK Budapest, con cui ha giocato nel 2023-2024 la EWHL (giocando anche alcuni incontri con le Angels Dunaujvaros in DEBL) e nella stagione successiva il massimo campionato tedesco (con alcune apparizioni nella seconda squadra iscritta alla DEBL e alcune nel Budapest JA iscritto alla EWHL 2024-2025).

### Nazionale
Con la maglia dell'Italia under 18 ha dispotato tre edizioni del mondiale di categoria di prima divisione gruppo A.
Nel 2020 ha fatto parte della spedizione azzurra ai III Giochi olimpici giovanili invernali di Losanna, dove ha vinto l'argento nel torneo 3 contro 3 femminile a squadre di nazionalità mista (nella finale per l'oro la sua squadra, identificata dal colore nero, venne sconfitta dalla squadra gialla dove militava un'altra italiana Elisa Innocenti).
È nel giro della nazionale maggiore.